# Samuel Sunderland Arata
Samuel Aiden Sunderland Arata (Lima, 23 de enero de 2004) es un actor y director de cine peruano radicado en Estados Unidos. Es reconocido principalmente por el papel estelar de «Pedrito» Bravo en la serie televisiva cómica De vuelta al barrio. 
Fue el director de los cortometrajes juveniles peruanos Distancia y Puñalada, donde en ambas fueron escritas por él mismo.[cita requerida]

## Biografía
Nació el 23 de enero de 2004 en Lima, Perú. Es hijo de la productora peruana Carla Arata.
A los once años, Sunderland debuta en la actuación participando recurrentemente en la teleserie Al fondo hay sitio, interpretando al Niño en 2015.[cita requerida] Seguidamente, se suma a la adaptación local de la obra Edipo rey, en el papel estelar del Coro Gregoriano. Pero no fue hasta el año siguiente, cuando asume el rol de copresentador del programa televisivo Los Cazaventuras por el canal Identidad Peruana por poco tiempo y fue parte de la película Guerrero como Augusto.
Sunderland alcanzó al estrellato en el reparto principal de la teleserie De vuelta al barrio a partir de 2017, interpretando al popular personaje «Pedrito» Bravo, el  hijo del protagonista Pedro «Pichón» Bravo, hasta el capítulo final en 2021.Gracias a su fama en la ficción, le ha permitido a Sunderland comenzar a dirigir cortometrajes, haciendo su debut con su primera película Distancia, donde a la par protagonizó con la joven artista Adriana Campos-Salazar en el papel del estudiante de secundaria Cristóbal. Tras el éxito de su película, en 2021 dirigió el cortometraje web Puñalada,contando como protagonistas a los actores Fausto Molina y Merly Morello, que tiempo después participaría con el mismo rol en la secuela Engaño.
Durante la pandemia de COVID-19, prestó su colaboración con el Teatro La Plaza para el proyecto virtual Adolescentes creciendo en una pandemia en 2021, al lado de otras figuras del medio local.
Adicionalmente, participó en algunos comerciales de televisión nacional en los años 2020 y tuvo una participación especial en la serie web Atrapados: Divorcio en cuarentena como Álex en 2021, donde a la par dirigió el capítulo final de la primera temporada de la ficción.En el cine, fue parte del reparto de las comedias Gemelos sin cura en 2017 como el monaguillo Roberto y Sí, mi amor en el papel de Juan Pablo el año 2020.
Tiempo después, se alejó definitivamente de la televisión peruana en marzo de 2022 mudándose a Los Ángeles, por motivos de sus estudios de dirección cinematográfica. Tras instalarse en dicho país, al año siguiente formó la productora audiovisual Chinini Films, enfocado en la elaboración de películas. Dentro de sus trabajos con la compañía, fue en el proyecto Rated Art, donde se desempeñó como productor ejecutivo.

## Filmografía

### Televisión

#### Series de televisión
- Actor:

| Año       | Título                            | Rol                                                       | Notas             | Emisión               | Ref.             |
| --------- | --------------------------------- | --------------------------------------------------------- | ----------------- | --------------------- | ---------------- |
| 2015      | Al fondo hay sitio                | Niño                                                      | Rol recurrente    | América Televisión    | [cita requerida] |
| 2017-2021 | De vuelta al barrio               | Pedro Benjamín Bravo Gutiérrez / «Pedrito» / «Pichoncito» | Rol coprotagónico | América Televisión    | [ 2 ]            |
| 2020      | Atrapados: Divorcio en cuarentena | Álex                                                      | Rol principal     | Streaming por Netflix | [cita requerida] |

- Director:

| Año       | Título                            | Rol      | Notas                                | Emisión               | Ref.  |
| --------- | --------------------------------- | -------- | ------------------------------------ | --------------------- | ----- |
| 2020-2021 | Atrapados: Divorcio en cuarentena | Él mismo | Director general (algunos capítulos) | Streaming por Netflix | [ 3 ] |
| 2023      | Rated Art                         | Él mismo | Producción ejecutiva                 |                       |       |

#### Programas de televisión
| Año  | Título                                           | Rol      | Notas             | Emisión   | Ref.   |
| ---- | ------------------------------------------------ | -------- | ----------------- | --------- | ------ |
| 2016 | Los Cazaventuras                                 | Él mismo | Copresentador     | Canal IPe | [ 3 ]  |
| 2021 | Cómo cambiar el mundo y sobrevivir en el intento | Él mismo | Invitado especial | Canal IPe | [ 17 ] |

### Cine
- Actor:

| Año  | Título                | Rol                   | Notas                        | Ref.             |
| ---- | --------------------- | --------------------- | ---------------------------- | ---------------- |
| 2016 | Guerrero, la película | Augusto               | Rol principal                | [ 3 ]            |
| 2017 | Gemelos sin cura      | «Monaguillo Roberto»  | Rol principal                | [cita requerida] |
| 2020 | Si, mi amor           | Juan Pablo / «Juanpa» | Rol principal                | [cita requerida] |
| 2020 | Distancia             | Cristóbal             | Rol protagónico              | [ 9 ]            |
| 2021 | Puñalada              | Tomás                 | Rol de antagonista principal | [ 9 ]            |
| 2022 | Engaño                | Tomás                 | Rol de antagonista principal | [ 10 ]           |

- Director:

| Año  | Título    | Rol      | Notas                      | Ref.             |
| ---- | --------- | -------- | -------------------------- | ---------------- |
| 2020 | Distancia | Él mismo | Director general y creador | [ 11 ]           |
| 2021 | Puñalada  | Él mismo | Director general y creador | [cita requerida] |
| 2022 | Engaño    | Él mismo | Director general y creador | [ 10 ]           |

### Teatro
| Año  | Título     | Rol             | Notas         | Ref.   |
| ---- | ---------- | --------------- | ------------- | ------ |
| 2015 | Edipo rey  | Coro Gregoriano | Rol principal | [ 18 ] |
| 2020 | Otro mundo |                 | Rol principal | [ 19 ] |

### Spots publicitarios
| Año  | Título              | Rol      | Notas                                      | Ref.             |
| ---- | ------------------- | -------- | ------------------------------------------ | ---------------- |
| 2021 | Gaseosas Cool       | Él mismo | Participación especial                     | [cita requerida] |
| 2022 | Mascarillas Asepxia | Él mismo | Participación especial (con Merly Morello) | [cita requerida] |